# Рух 1 березня
Рух 1 березня або Рух Саміль або Березневе повстання в Кореї 1919 (кор. 만세운동) — масовий рух корейського народу проти японського панування в Кореї у березні — квітні 1919.

## Історія

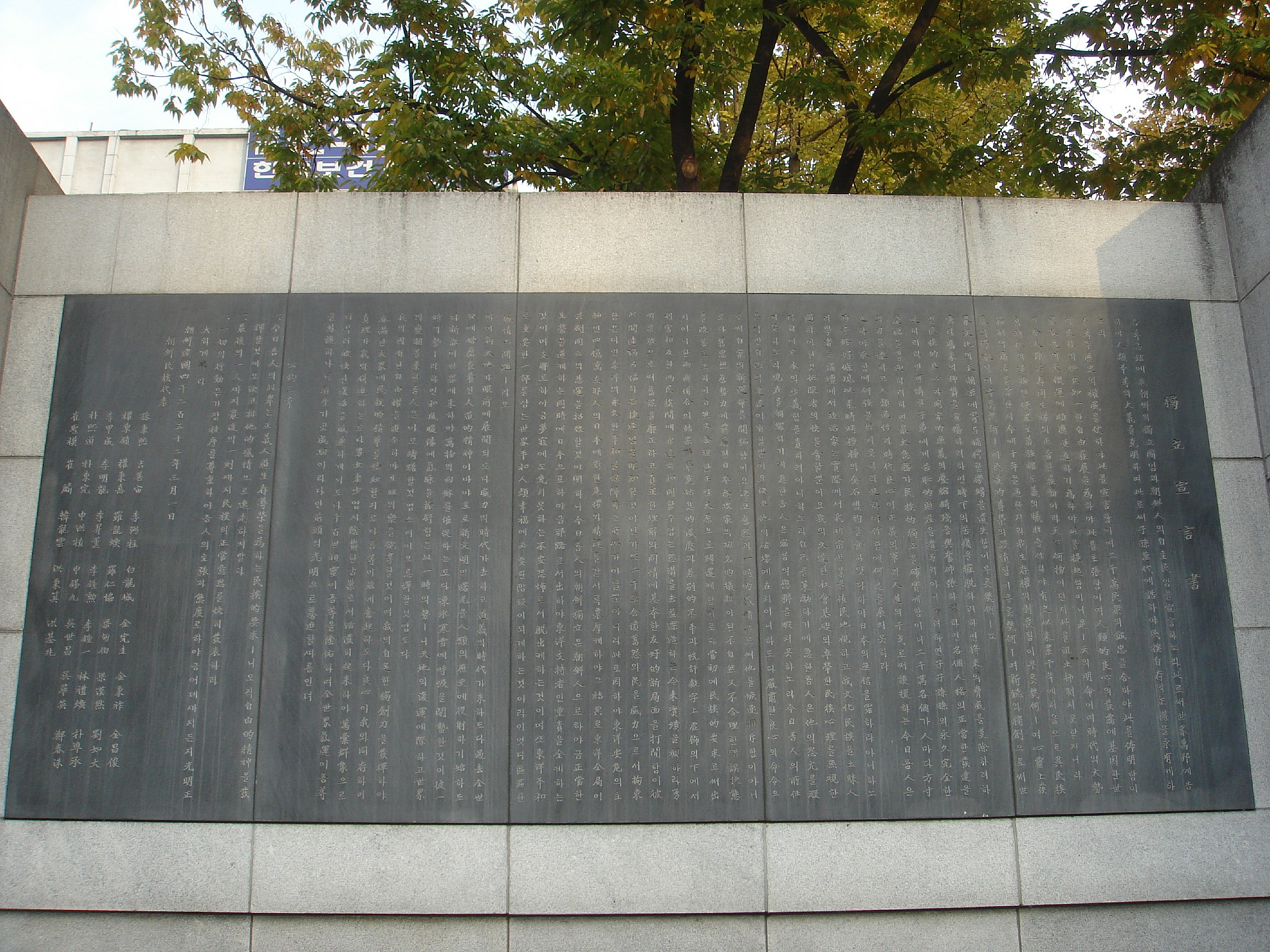
Монумент Рухові 1 березня у Тапгол парку, Сеул

Біля витоків руху були «Чотирнадцять пунктів» і оголошене в січні 1919 року президентом США Вудро Вільсоном право слабких націй на самовизначення жорстокість насадження японізації військовою адміністрацією. Після надрукування корейськими студентами в Токіо вимог незалежності для своєї країни 1 березня 1919 року населення Сеула, Пхеньяна та ін. міст влаштувало масові демонстрації (усього їх відбулося 1500) під лозунгом «Геть японських імперіалістів!», які швидко переросли в антияпонське повстання, що охопило всю країну. В повстанні взяло участь понад 2 млн осіб. Через організаційну та політичну слабкість керівництва повстання було жорстоко придушене. Кількість жертв склала 7 509 було вбито (7 000 у перший же день), 15 849 поранено й 46 303 заарештовано. Японська офіційна статистика: 553 осіб вбито, 12 000 заарештовано, при тому вбито 8 поліцаїв та 158 поранено. Його також іноді називають Демонстрації Ман-се (кор.: хангиль: 만세운동, ханча: 萬歲, НЛ: 運動, МР: Manse Undong).
24 травня 1949 року цей день в історії став національним святом Південної Кореї.